# النوبة السفلى

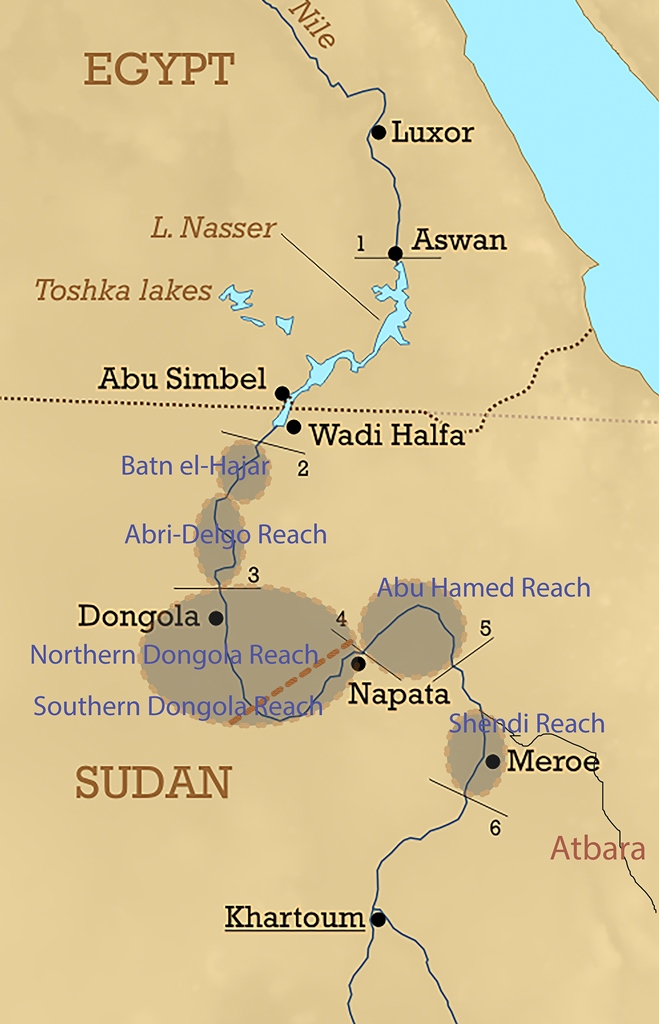
تقع النوبة السفلى بشكل رئيسي بين الشلال الأول والثاني مع بعض التداخلات التاريخية

النوبة السفلى هي الجزء الشمالي من النوبة، في اتجاه مجرى النيل من النوبة العليا. في بعض الأحيان، كانت تتداخل مع صعيد مصر الممتد حتى الشلال الأول والثاني (المنطقة المعروفة للجغرافيين اليونانيين والرومان باسم تريكونتا شوينوس)، وذلك تقريبًا حتى أسوان. غمر جزء كبير من صعيد مصر وشمال النوبة السفلى ببناء السد العالي في أسوان وإنشاء بحيرة ناصر. ومع ذلك، فإن العمل الأثري المكثف الذي تم إجراؤه قبل الفيضان يعني أن تاريخ المنطقة معروف بشكل أفضل بكثير من تاريخ النوبة العليا. تاريخها معروف أيضًا من علاقاتها الطويلة مع مصر.

## التاريخ
خلال عصر المملكة المصرية الوسطى (1878 قبل الميلاد - 1650 قبل الميلاد)، احتلت مصر النوبة السفلى ووقامت ببناء سلسلة من الحصون في النوبة السفلى تتكون من سبعة عشر حصنًا. عندما انسحب المصريون خلال الفترة الانتقالية الثانية، يبدو أن النوبة السفلى أصبحت جزءًا من ثقافة كرمة النوبية العليا. احتلت الإمبراطورية المصرية (1550 قبل الميلاد - 1077 قبل الميلاد) معظم النوبة، وتم دمج النوبة السفلى بشكل وثيق في مصر بشكل خاص، ولكن مع الفترة الانتقالية الثالثة أصبحت مركزًا لمملكة كوش المستقلة في نبتة في وقت ما. ربما حوالي 591 قبل الميلاد تم نقل عاصمة كوش جنوبًا إلى مروي.
في 275 أو 274 قبل الميلاد، أرسل بطليموس الثاني (حكم من 283 إلى 246 قبل الميلاد) جيشًا إلى النوبة وهزم مملكة كوش. سعت الحملة إلى عدة أهداف: من ناحية، حدت من قوة الكوشيين، التي كانت تتوسع باطراد خلال القرن الماضي، وساعدت في تأمين حكم البطالمة ضد المصريين الأصليين في صعيد مصر، الذين قد يميلون إلى طلب مساعدة الكوشيين في ثوراتهم. بالإضافة إلى ذلك، ضمنت الحملة سيطرة البطالمة على طريق الإمداد للفيلة الأفريقية، والتي لعبت دورًا مهمًا كأفيال الحرب في صراعاتهم مع الإمبراطورية السلوقية المنافسة، التي احتكرت الوصول إلى الأفيال الهندية الأكبر. نتيجة لهذه الحملة، تم ضم المنطقة الواقعة بين الشلالين الأول والثاني للنيل، والتي تضمنت أيضًا مناجم الذهب القيمة في الصحراء الشرقية إلى مصر وأصبحت تُعرف فيما بعد باسم تريكونتا شوينوس.
خصصت جميع مداخيل النوبة السفلى لمعبد الإلهة إيزيس في فيلة. تم تأكيد هذه الهدية مرة أخرى من قبل بطليموس الرابع (حكم 221-204 قبل الميلاد) وبطليموس السادس (حكم من 180 إلى 145 قبل الميلاد). كما تولى بطليموس الرابع بناء معابد لتحوت في بسلكيس (الدكة) والمعبود النوبي المحلي ماندوليس في تلميس (كلابشة)، بالإضافة إلى التوسيع أو إعادة البناء بالجملة لمعبد مخصص لأرينسنوفيس في فيلة.
انهارت سيطرة البطالمة على النوبة السفلى عام 205 قبل الميلاد نتيجة ثورة الملك المصري حور ون نفر التي أدت إلى انفصال صعيد مصر. يبدو أن الكوشيين أعادوا احتلال النوبة السفلى، الذين لجأ إليهم حوروينفر للمساعدة. على الرغم من المساعدة الكوشية، في أغسطس 186 قبل الميلاد، هزم الجيش البطلمي قوات الملك المصري عنخ ون نفر خليفة حور ون نفر وحلفائه الكوشيين، وأعيد الحكم البطلمي على صعيد مصر والنوبة السفلى. مثل البطالمة، خلال هذه الفترة، أكمل الملوك الكوشيون أرقماني وأديخليماني مشاريع البناء التي بدأها بطليموس الرابع، واحتفلوا باستعادة حكم الكوشيين بالنقوش، وتأسيس معبد ديبود، واعتماد ألقاب متقنة. وشهدت نفس الفترة أيضًا زيادة تمصير البانتيون النوبي تحت تأثير كهنة فيلة، واعتماد الزخارف الفنية اليونانية، بما في ذلك الأشكال العارية، والنظام المتري اليوناني المصري جنبًا إلى جنب مع النظام النوبي التقليدي.
سافر بطليموس الخامس شخصيًا إلى فيلة عام 185 قبل الميلاد مع الملكة كليوباترا الأولى والرضيع بطليموس السادس. اهتم كلا الحكام بالعبادات المحلية ورعاها كوسيلة لمنع تمرد جديد في عام 157 قبل الميلاد، جدد بطليموس السادس التبرع بدخل النوبة السفلى بأكمله لمعبد إيزيس. إداريًا، كانت النوبة البطلمية السفلى جزءًا من مقاطعة إستراتيجوس طيبة، التي كان ممثلها المحلي الأكثر أهمية هو الفروراركوس (قائد الحامية) في سين حتى حوالي 143 قبل الميلاد (أو ربما 135 قبل الميلاد)، عندما أصبحت جزءًا من المقاطعة المدنية. كان أول حاكم مدني هو السابق فورواركوس هيرودس، ابن ديموفون، الذي تمثل حياته المهنية أيضًا الروابط الوثيقة للإدارة المحلية مع المعابد، والتي استمرت حتى العصر الروماني: إلى جانب مناصبه العامة، كان هذا المسؤول اليوناني أيضًا كاهنًا لآمون. وحارس الثياب المقدسة في إلفنتين وبيجة وفيلة. بناءً على لوحة في معبد ماندوليس في فيلة، يبدو أن السكان الأصليين من غير المصريين ("الإثيوبيين"، أي النوبيين) وُضِعوا تحت سلطة الحاكم الأصلي، وكانوا مضطرين لتوفير المعبد (و بالتبعية ربما جميع المعابد في المنطقة) مع المؤن.
أدى عدم وجود نقوش بطلمية أو أدلة أخرى على سيطرة البطالمة إلى استنتاج العلماء المعاصرين أنه بحلول عهد بطليموس التاسع (حكم من 116 إلى 109 و 88-81 قبل الميلاد)، إن لم يكن بالفعل في منتصف القرن الثاني قبل الميلاد، معظم النوبة السفلى، جنوب ديبود، قد ضاعوا أمام البطالمة.
في ظل الحكم الروماني أعاد الإمبراطور أوغسطس تنظيم النوبة السفلى لكنه حافظ على تبرع البطالمة من مداخيلها لمعبد إيزيس في فيلة. في القرن الثالث، هيمنت السلالات الكهنوتية النوبية المحلية مثل عائلة وايكي على النوبة السفلى الرومانية، والذين عملوا كقنوات لزيادة نفوذ الكوشيين في المنطقة. عندما تراجعت مناجم الذهب، تخلى الرومان عن النوبة السفلى في 298 بعد الميلاد تحت حكم دقلديانوس. سيطر الملك الكوشي يسبوخيماني على المنطقة ودافع عنها ضد البليميين، حتى أنه زار المعبد في فيلة كحاج.
مع سقوط المملكة الكوشية في القرن الرابع الميلادي، أصبحت المنطقة موطنًا للمجموعة X، والتي تُعرف أيضًا باسم ثقافة بلانا الذين كانوا على الأرجح النوباتيين. تطور هذا إلى مملكة نوباتيا بحلول القرن الخامس. اندمجت نوباتيا مع مملكة المقرة النوبية العليا، لكن النوبة السفلى أصبحت باطراد أكثر تعريبًا وأسلمة وأصبحت في نهاية المطاف مستقلة بحكم الواقع كدولة المريس. تم ضم معظم النوبة السفلى رسميًا من قبل مصر خلال الفتح العثماني عام 1517، وظلت جزءًا من مصر منذ ذلك الحين، باستثناء جزء من جنوب النوبة السفلى يقع في السودان.

## اللغة
تشير الدلائل اللغوية إلى أنه تم التحدث باللغات الكوشية في النوبة السفلى، وهي منطقة قديمة تمتد من جنوب مصر وجزء من شمال السودان، وأن اللغات النيلية الصحراوية تم التحدث بها في النوبة العليا إلى الجنوب (من قبل شعوب ثقافة كرمة)، مع لغات شمال شرق السودان من النوبة العليا لتحل محل اللغات الكوشية في النوبة السفلى.
يذكر جوليان كوبر (2017) أنه في العصور القديمة، كان يتم التحدث باللغات الكوشية في النوبة السفلى (الجزء الشمالي من السودان الحديث):
 في العصور القديمة، كانت اللغات الأفروآسيوية في السودان تنتمي بشكل أساسي إلى الشعبة المعروفة باسم الكوشية، والتي يتم التحدث بها على الساحل الشرقي لأفريقيا ومن السودان إلى كينيا، بما في ذلك المرتفعات الإثيوبية." 
جوليان كوبر (2017) يذكر أيضًا أن السكان الناطقين بالسودانية الشرقية من جنوب وغرب النوبة حلوا تدريجياً محل السكان الناطقين باللغة الكوشية السابقة في هذه المنطقة:
 في النوبة السفلى كانت هناك لغة أفروآسيوية، على الأرجح فرع من الكوشية. وبحلول نهاية الألفية الأولى بعد الميلاد، تم التعدي على هذه المنطقة واستبدالها بمتحدثين شرقي سودانين قادمين من الجنوب والغرب، ليتم التعرف عليهم أولاً بالهجرة المروية ثم فيما بعد بالهجرة المنسوبة إلى المتحدثين النوبيين." 
في كتيب النوبة القديمة، صرح كلود ريلي (2019) أن اللغات الكوشية كانت تهيمن على النوبة السفلى إلى جانب اللغة المصرية. يقول ريلي (2019):
 كانت هناك لغتان أفرو آسيوية في العصور القديمة في النوبة، وهما المصرية القديمة والكوشية. 
يذكر ريلي (2019) السجلات التاريخية لسباق قوي يتحدث اللغة الكوشية والذي سيطر على النوبة السفلى وبعض المدن في صعيد مصر. يقول ريلي (2019):
 البليميون هم قبيلة أخرى تتحدث اللغة الكوشية، أو على الأرجح تقسيم فرعي لشعب المدجاي / البجا، وهو ما تشهد عليه النصوص الكوشية والمصرية من القرن السادس قبل الميلاد." 
في الصفحة 134:
 من نهاية القرن الرابع حتى القرن السادس الميلادي، استولوا على أجزاء من النوبة السفلى وبعض مدن صعيد مصر". 
يذكر العلاقة اللغوية بين لغة البجا الحديثة واللغة الكوشية البليمانية القديمة التي هيمنت على النوبة السفلى وأن البليميين يمكن اعتبارهم قبيلة معينة من المدجاي:
 اللغة البليمانية قريبة جدًا من لغة البجا الحديثة لدرجة أنها على الأرجح ليست سوى لهجة مبكرة من نفس اللغة. في هذه الحالة، يمكن اعتبار البليميين قبيلة خاصة من المدجاي." 
في صعيد مصر والنوبة الشمالية السفلى، كانت هناك سلسلة من الثقافات من أواخر العصر الحجري القديم العلوي مثل خورموسان، ثقافة حلفا، سيبيلية، ثقافة قادان، وأواخر العصر الحجري الحديث مثل البداري، الأمراتية، الجرزية، المجموعة الأولى، المجموعة الثانية، المجموعة الثالثة. تشير الدلائل اللغوية إلى أنه تم التحدث باللغات الكوشية في النوبة السفلى، وهي منطقة قديمة تمتد حاليًا بين جنوب مصر وشمال السودان، قبل وصول لغات شمال شرق السودان في وادي النيل الأوسط.